# NGC 3006
NGC 3006 est une galaxie spirale située dans la constellation de la Grande Ourse. NGC 3006 a été découverte par l'ingénieur irlandais Bindon Stoney en 1851.

## Caractéristiques
Sa vitesse par rapport au fond diffus cosmologique est de 5 015 ± 15 km/s, ce qui correspond à une distance de Hubble de 74,0 ± 5,2 Mpc (∼241 millions d'al).